# Johan Witteveen
Hendrikus Johannes (Johan) Witteveen (Den Dolder, 12 juni 1921 – Wassenaar, 23 april 2019) was een Nederlandse econoom en VVD-politicus. Witteveen was minister van Financiën in twee Nederlandse kabinetten. Van 1973-1978 was hij voorzitter van het IMF. Hij was voorman van de Nederlandse tak van de soefi-beweging.

## Levensloop
Witteveen is de zoon van de stedenbouwkundige Willem Gerrit Witteveen. Door zijn moeder is hij een kleinzoon van Floor Wibaut. Na het Erasmiaans Gymnasium studeerde hij aan de Economische Hogeschool te Rotterdam. Na zijn doctoraal examen in 1947 werd hij daar tot lector benoemd. De bij de ramp met vlucht MH17 omgekomen PvdA-senator Willem Witteveen was zijn zoon.

### Centraal Planbureau en politieke loopbaan
Vanwege de belangstelling voor econometrie en voor economische politiek nodigde prof. Jan Tinbergen hem na de bevrijding van Nederland uit om mee te werken aan de opbouw van het Centraal Planbureau. In 1947 promoveerde Witteveen bij Tinbergen op een proefschrift over loonhoogte en werkgelegenheid. Het jaar daarop volgde zijn benoeming tot hoogleraar. Van 1958 tot 1963 was Witteveen (VVD) lid van de Eerste Kamer. De verkiezingen van 1963 brachten hem voor een maand in de Tweede Kamer.

### Minister van Financiën & Tweede Kamer

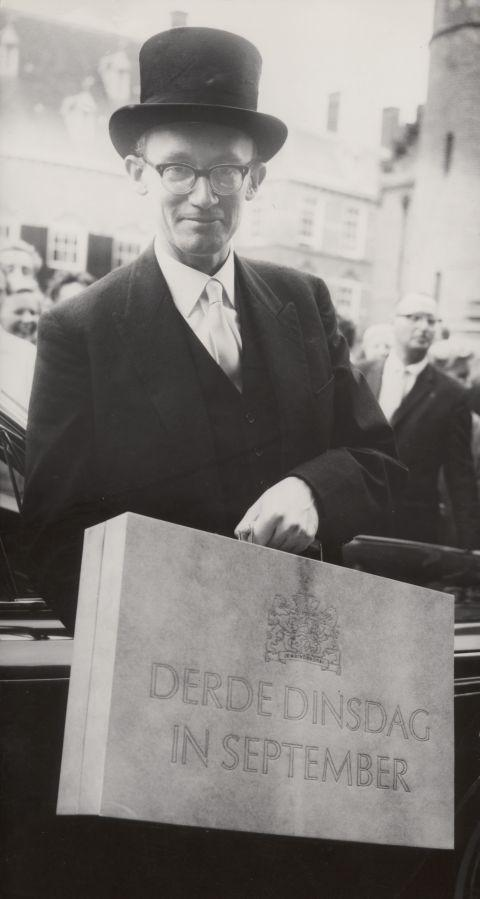
Minister Witteveen met hoge hoed en het nieuwe koffertje op de derde dinsdag in september bij de ingang naar de Tweede Kamer (15 september 1964).

Van 24 juli 1963 tot 14 april 1965 was Witteveen minister van Financiën in het kabinet-Marijnen. Na de val van dit kabinet keerde hij tot 1967 terug in de Tweede Kamer.
Van 5 april 1967 tot 6 juli 1971 was Witteveen voor de tweede keer minister van Financiën, ditmaal in het kabinet-De Jong. In deze ambtsperiode voerde hij ter uitvoering van de btw-richtlijn van de Europese Economische Gemeenschap de btw in Nederland in.

### Voorzitter IMF
Van 1 september 1973 tot 16 juni 1978 was hij voorzitter van het IMF.
In september 2011 legde hij, inmiddels negentig jaar oud, een plan neer bij Christine Lagarde, de toenmalige voorzitter van het IMF. Het plan bevatte een voorstel om de financiële crisis in Europa op te lossen door de financiële overschotlanden (o.a. China, India, Brazilië en enkele landen in het Midden-Oosten) via het IMF de Europese tekortlanden te laten financieren, met name Spanje en Italië en later ook Frankrijk om zijn banken bij te staan. Griekenland was volgens hem al verzorgd, al waren daar nog forse hervormingen noodzakelijk. Deze oplossing leek sterk op de oplossing die hij in de jaren 70 naar aanleiding van de oliecrisis had gearrangeerd ten behoeve van het Verenigd Koninkrijk en Italië. Europa is niet meer in staat om dit zelf op te lossen, omdat het politieke draagvlak bij de bevolking, en daardoor ook bij de politici, ontbreekt om de tekortlanden nog te hulp te schieten.

### Op latere leeftijd
In het opinieprogramma Buitenhof vertelde hij op 16 oktober 2011 dat zijn motivatie om zich op hoge leeftijd nog zorgen te maken over de financieel-economische situatie in de wereld was ingegeven door het feit dat hij is opgegroeid in de crisisjaren. Volgens hem lag het verschil met die tijd in de opkomende economieën, waardoor het nog niet zo ernstig was als toen. Maar er moest, zo betoogde hij, wel adequaat gehandeld worden om erger te voorkomen.
In een interview met het Algemeen Dagblad op 12 september 2017 liet de 96-jarige Witteveen weten dat hij zich nog steeds bezighield met de Nederlandse en Europese economische stand van zaken.
Eén dag voor zijn overlijden werd in de Volkskrant het laatste interview met Witteveen gepubliceerd. Hierin gaf hij zijn persoonlijke visie op 'de zin van het leven', hierbij verwijzend naar het soefisme dat naar eigen zeggen een levenslange bron van inspiratie voor hem is geweest.

## Onderscheidingen
In 1982 ontving hij de Four Freedoms Award voor vrijwaring van gebrek.

## Familie
Witteveen is de zoon van de architect Willem Gerrit Witteveen en de vader van de jurist, politicus en hoogleraar Willem Witteveen, die in 2014 samen met zijn vrouw en dochter omkwam als passagier van MH17. Witteveens vrouw overleed in 2006, een andere zoon overleed in 1979. Tevens is Witteveen een kleinzoon van wethouder Floor Wibaut.

## Publicaties
- H.J. Witteveen: Loonhoogte en werkgelegenheid. (Dissertatie Ned. Econ. Hogeschool Rotterdam, 1946). Haarlem, Erven F.Bohn, 1947
- H.J. Witteveen: Conjunctuurtheorie en conjunctuurpolitiek. Haarlem, Bohn, 1952
- H.J. Witteveen: Winstaandeel en economische groei. Dies-rede NEH Rotterdam, 1960. Haarlem. Erven F. Bohn, 1962
- H.J. Witteveen: Universeel Soefisme. De weg van liefde, harmonie en schoonheid. Utrecht, Servire, 1995. ISBN 90-6325-483-0
- H.J. Witteveen: Soefisme en economie. Deventer, uitg. Ankh-Hermes, 2001. (Vert. van Sufism and Economics). ISBN 90-202-6027-8
- H.J. Witteveen: Tot de Ene, De weg van het universeel Soefisme. Deventer, uitg. Ankh-Hermes, 2006. ISBN 978-90-202-8457-7
- Hazrat Inayat Khan: Soefisme, De religie van het hart, Essenties uit het werk van Hazrat Inayat Khan [Samenstelling H.J. Witteveen]. Cothen, Uitg. Juwelenschip, 2010. ISBN 978-90-215-4786-2
- H.J. Witteveen & Saskia Rosdorff: De magie van harmonie. Autobiografie van H. Johannes Witteveen. Amsterdam, Gibbon Uitgeefagentschap, 2012.